# Prawn
Prawn ist eine Indie-Rock-Band aus Ridgewood, New Jersey.

## Geschichte
Prawn wurde 2008 in Ridgewood, New Jersey gegründet. Seitdem wurden drei Studioalben, zwei EPs und drei Splits veröffentlicht.

## Diskografie
Studioalben
- You Can Just Leave It All (2012)[1]
- Kingfisher (2014)[2][3][4]
- Run (2017)[5]

EPs
- Ships (2012)[6]
- Settled (2014)[7]

Splits
- Droughts, Frameworks, Kittyhawk, Prawn (2014)
- Joie de Vivre / Prawn[8]
- Moving Mountains / Prawn - Split (2015)